# ニンテンドー3DS画像投稿ツール
『ニンテンドー3DS画像投稿ツール』（ニンテンドー3DSがぞうとうこうツール）は、ニンテンドー3DSのゲーム内やHOMEメニューを撮影した画像をTwitter、Facebook、Tumblrのソーシャル・ネットワーキング・サービス（SNS）へ直接投稿することができるWebサービス。撮影した画像にコメントやハッシュタグを付けて家族や友達などと共有することができ、複数のSNSへ同時に投稿することもできる。

## 概要
ニンテンドー3DS専用ソフト『とびだせ どうぶつの森』や『トモダチコレクション 新生活』など、プレイ中の画面撮影に対応したソフトで利用できる。また、上記のようにHOMEメニューの画面も投稿できる。
また、投稿には自動でハッシュタグが追加される。
Tumblrへの投稿機能は2016年10月4日をもって終了している。2022年10月25日16時をもって全てのサービスが終了した。

## 対応ソフト
（2018年3月現在）カッコ内は、自動で追加されるハッシュタグ。
- HOMEメニュー（#My3DS　#3DS）
- 大乱闘スマッシュブラザーズ for Nintendo 3DS（#スマブラ3ds_Wiiu #3DS）
- ポケモンアートアカデミー（#ポケモンアートアカデミー #3DS）
- いきものづくり　クリエイトーイ（#いきものづくりクリエイトーイ　#Freakyforms　#3DS）
- いっしょにフォト　スーパーマリオ（#いっしょにフォト　#マリオ　#3DS）
- いっしょにフォト　どうぶつの森（#いっしょにフォト　#どうぶつの森　#3DS）
- いっしょにフォト　ピクミン（#いっしょにフォト　#ピクミン　#3DS）
- うごくメモ帳3D（#うごメモ3D　#3DS）
- ARゲームズ（#ARGames　#3DS）
- 大盛り！ いきものづくり　クリエイトーイ（#いきものづくりクリエイトーイ　#Freakyforms　#3DS）
- 顔シューティング（#顔シューティング　#FaceRaiders　#3DS）
- カセキホリダー　ムゲンギア（#カセキホリダー　#3DS
- ゲームメモ（#ゲームメモ　#3DSGameNotes　#3DS）
- 心霊カメラ　〜憑いてる手帳〜（#心霊カメラ #SpiritCamera #3DS）
- 実写でちびロボ！（#実写でちびロボ #3DS）
- 新 絵心教室(#絵心教室　#ArtAcademy　#3DS)
- すれちがいMii広場（#すれちがいMii広場　StreetPassMiiPlaza　#3DS） ※一部のゲームのみ
- ソリティ馬（#ソリティ馬）
- 電波人間のRPG2（#電波人間のRPG　#denpablog）
- 電波人間のRPG3（#電波人間のRPG　#denpablog）
- とびだせ　どうぶつの森（#どうぶつの森　#AnimalCrossing　#ACNL）
- NEWラブプラス（#loveplus　#3ds）
- NEWラブプラス+（#loveplus　#3ds）
- トモダチコレクション　新生活（#トモダチコレクション　#3ds）
- nintendogs+cats 柴&Newフレンド（#nintendogs）
- nintendogs+cats フレンチ・ブル&Newフレンド（#nintendogs）
- nintendogs+cats トイ・プードル&Newフレンド（#nintendogs）
- パイロットウィングス　リゾート（#パイロットウィングスリゾート　#3DS）
- 引ク押ス（#引ク押ス　#3DS）
- 引ク落ツ（#引ク落ツ　#3DS）
- ファンタジーライフ　LINK!（#FLLINK）
- Miiスタジオ（#Mii　#Miiスタジオ　#3DS）
- わがままファッション GIRLS MODE　よくばり宣言!（#ガールズモード　#3DS）
- プチコン3号（#petitcom　#3DS）